# Nervo mediano
O nervo mediano é um nervo dos membros superiores em seres humanos e outros animais. Ele é um dos cinco principais nervos provenientes do plexo braquial, mais especificamente dos ramos lateral e medial, e tem contribuições das raízes de C5-C7(lateral) e C8 E T1 (medial). Inerva quase todos os músculos flexores do antebraço, exceto os que o nervo ulnar é responsável (m. flexor ulnar do carpo e porção medial do m. flexor profundo dos dedos). Inerva também os músculos pronadores redondo e quadrado, e quase toda a face palmar cutânea das mãos. Na mão também é responsável pela inervação dos músculos da região tenar, exceto o m. adutor do polegar. O nervo mediano é o único nervo que passa através do túnel do carpo. A Síndrome do túnel do carpo é resultado da compressão crônica do nervo mediano no túnel do carpo. A síndrome leva à disfunção e atrofia dos músculos da região tenar gerando a condição conhecida como mão siamês ou mão de macaco.

## Estrutura
Depois de receber contribuições de ambos os cordões lateral e medial do plexo braquial, o nervo mediano entra no braço a partir da axila na margem inferior do músculo redondo maior. Em seguida, ele passa verticalmente para baixo e segue com a artéria braquial no lado medial do braço entre o bíceps braquial e braquial anterior. No começo, é lateral à artéria e anterior à articulação do cotovelo; em seguida, ele cruza anteriormente para seguir medial à artéria distal do braço e entrar na fossa cubital.
Dentro da fossa cubital o nervo mediano passa medial à artéria braquial, à frente do ponto de inserção do braquial anterior e entrando no bíceps.
O nervo mediano se ramifica na parte proximal do antebraço quando passa a articulação do cotovelo. Um ramo para o pronator redondo pode surgir a partir do nervo mediano imediatamente próximo à articulação do cotovelo.

### Antebraço
O nervo mediano surge a partir da fossa cubital e passa entre as cabeças dos pronatores redondos. Em seguida, viaja entre o flexor superficial dos dedos e flexor profundo dos dedos, antes de emergir entre o primeiro e o flexor longo do polegar.
A parte não ramificada do nervo mediano (que surge a partir da fossa cubital) inerva músculos dos grupos superficiais e intermediários do compartimento anterior (flexores), exceto o flexor ulnar do carpo.
O nervo mediano origina dois ramos enquanto ele cruza através do antebraço:
- O nervo interósseo anterior segue com a artéria interóssea anterior e inerva todos os músculos do grupo profundo do compartimento anterior do antebraço, exceto o medial (a metade fornecida pelo nervo ulnar), metade do flexor profundo dos dedos e flexor ulnar do carpo. Ele termina com sua inervação do pronator quadrado.
- O ramo cutâneo palmar do nervo mediano surge na parte distal do antebraço. Ele fornece inervação sensorial para a parte lateral da pele da palma da mão (mas não os dígitos).

### Mão
O nervo mediano entra na mão através do túnel do carpo, para o retínaculo dos flexores juntamente com os tendões dos músculos flexor superficial e  flexor profundo dos dedos, e o flexor longo do polegar.
A partir daí ela emite vários ramos:
- Ramo recorrente, para os músculos do compartimento tênar (o ramo recorrente também é chamado de "nervo de um milhão de dólares").[1] Aqui ele fornece inervação motora para os músculos oponente e abdutor curto e a parte superficial do flexor curto do polegar.
- Ramos digitais cutâneos para ramo digital palmar comum e ramo digital palmar próprio do nervo mediano que fornecem para:
  - a lateral (radial) de três dígitos e meio no lado palmar
  - o dorso das pontas do indicador, médio e polegar
- O nervo mediano fornece inervação motora para o primeiro e segundo lumbricais da mão.

### Variação
Existem várias anomalias que ocorrem naturalmente no nervo mediano.
- A bifurcação do nervo mediano normalmente ocorre depois que o nervo sai do túnel do carpo; no entanto, em uma pequena porcentagem (entre 5% a 10%) dos indivíduos, o nervo mediano bifurca próximo do túnel do carpo, pulso ou antebraço.[2]
- Durante a gestação, a artéria mediana que alimenta a mão se retrai. No entanto, em alguns indivíduos, a artéria mediana segue junto ao nervo mediano até a mão.
- Anastomoses de Martin-Gruber podem ocorrer quando os ramos do nervo mediano cruzam no antebraço e fundem-se com o nervo ulnar para inervar partes da mão.
- Anastomoses de Riche-Cannieu podem ocorrer quando existe conexão entre o ramo recorrente do nervo mediano e o ramo profundo do nervo ulnar da mão.

## Função

### Braço
O nervo mediano não tem função motora ou cutânea voluntária no braço. Dá ramos vasculares para a parede da artéria braquial. Estes ramos vasculares levam fibras simpática.

### Antebraço
Ele inerva todos os flexores do antebraço , exceto o flexor ulnar do carpo e o flexor profundo dos dedos, que inerva o 4º e 5º dígitos. Os dois últimos músculos são fornecidos pelo nervo ulnar (especialmente os ramos musculares do nervo ulnar).
A parte principal do nervo mediano inerva os seguintes músculos:
Grupo superficial:
- Pronator redondo
- Flexor radial do carpo
- Palmar longo

Grupo intermediário:
- Flexor superficial dos dedos

O ramo interósseo anterior do nervo mediano inerva os seguintes músculos:
Grupo profundo:
- Flexor profundo dos dedos (apenas a metade lateral)
- Flexor longo do polegar
- Pronator quadrado

### Mão

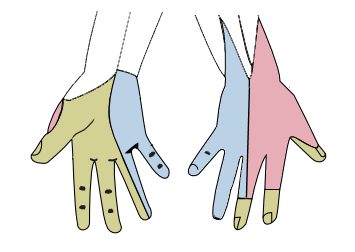
Inervação cutânea da mão direita. As áreas inervadas pelo nervo mediano estão em verde, pelo radial, vermelho, e pelo ulnar, azul. No lado dorsal, o limite foi erroneamente desenhado atravessando o dedo do meio, em vez de através do dedo anelar.

Na mão, o nervo mediano é fonte de inervação motora para o 1º e 2º músculos lumbricais. Ele também fornece os músculos da eminência tenar pelo ramo recorrente tenar. O resto dos músculos intrínsecos da mão são fornecidos pelo nervo ulnar.
O nervo mediano inerva a pele do lado palmar do indicador, polegar e dedo médio, metade do anelar, e a unha. A parte lateral da palma da mão é fornecido pelo ramo cutâneo palmar do nervo mediano. O ramo cutâneo palmar viaja em um túnel separado adjacente ao flexor radial do carpo e, em seguida, superficial ao retínaculo dos flexores. É, portanto, poupado na síndrome do túnel do carpo.
Os músculos da mão suprida pelo nervo mediano podem ser lembrado usando o mnemônico, "LOAF" para Lumbricais 1 & 2, Opponens pollicis (oponentes do polegar), Abductor pollicis brevis (abdutor curto do polegar e Flexor pollicis brevis (flexor curto do polegar (a terminação OAF indica a eminência tenar).

## Importância clínica

### Lesão
A lesão do nervo mediano, em diferentes níveis, causa diferentes síndromes com diferentes déficits sensoriais e motores.
Acima do cotovelo
- Mecanismo comum de lesão: fratura supracondiliana do úmero
- Déficit Motor:
  - Perda de pronação do antebraço, fraqueza em flexão da mão na altura do punho, perda de flexão da metade radial dos dígitos e polegares, perda de abdução e oponência do polegar.
  - Presença de uma deformidade na mão ("mão de macaco") quando ela está em repouso, devido a uma hiperextensão do dedo indicador e do polegar aducto.
  - Presença de "mão de bispo" ou "mão em bênção" quando tentar formar um punho, devido à perda de flexão da metade radial dos dígitos.
- Déficit sensorial: perda de sensibilidade nas laterais de 31⁄2 dígitos, incluindo os respectivos leitos ungueais, e a área tenar.

No cotovelo
- O aprisionamento ao nível do cotovelo ou próximo do antebraço pode ser devido à síndrome do pronador redondo.

Na região próxima do antebraço: síndrome interóssea anterior
- Lesão do ramo interósseo anterior no antebraço leva à síndrome interóssea anterior.
- Mecanismos comuns: tala ou gesso apertado, fratura do osso do antebraço.
- Déficit motor: Perda de pronação do antebraço, perda de flexão da metade radial dos dígitos e o polegar.
- Déficit sensorial: Nenhum

No punho
- Mecanismo comum: Laceração do punho.
- Déficit motor:
  - Fraqueza na flexão da metade radial dos dígitos e o polegar, perda de abdução e oponência do polegar.
  - Presença de uma deformidade na mão ("mão de macaco") quando ela está em repouso, devido a uma hiperextensão do dedo indicador e do polegar aducto. No entanto, a "mão de macaco não é um requisito para um diagnóstico de síndrome do túnel do carpo.
  - Presença de "mão de bispo" ou "mão em bênção" quando tentar formar um punho, devido à perda de flexão da metade radial dos dígitos.
- Déficit sensorial: perda de sensibilidade nas laterais de 31⁄2 dígitos, incluindo os respectivos leitos ungueais, e a área tenar.

Dentro do punho: síndrome do túnel do carpo
- Mecanismo comum: Síndrome do túnel carpal, uma lesão por compressão do túnel do carpo, sem transecção do nervo mediano, devido ao uso excessivo por atividades como digitação no teclado e cozinha.
- Déficit motor:
  - Fraqueza na flexão radial de metade dos dígitos e o polegar, fraqueza em abdução e oponência do polegar.
  - Presença de uma deformidade na mão ("mão de macaco") ou "mão de bispo" ou "mão em bênção" quando tentar formar um punho, devido à compressão do nervo mediano, ao contrário da paralisia completa do nervo mediano.
- Déficit sensorial: Dormência e formigamento nas laterais de 31⁄2 dígitos, incluindo os respectivos leitos ungueais, mas excluindo a eminência tenar, que é fornecido pelo ramo cutâneo palmar do nervo mediano.[4] Ao contrário da laceração do punho, ainda há sensação na área central da palma. A sensação não é perdida, pois o ramo cutâneo palmar corre acima dos retináculos dos flexores, e não é afetado na compressão da síndrome do túnel do carpo.[1]

## Imagens adicionais

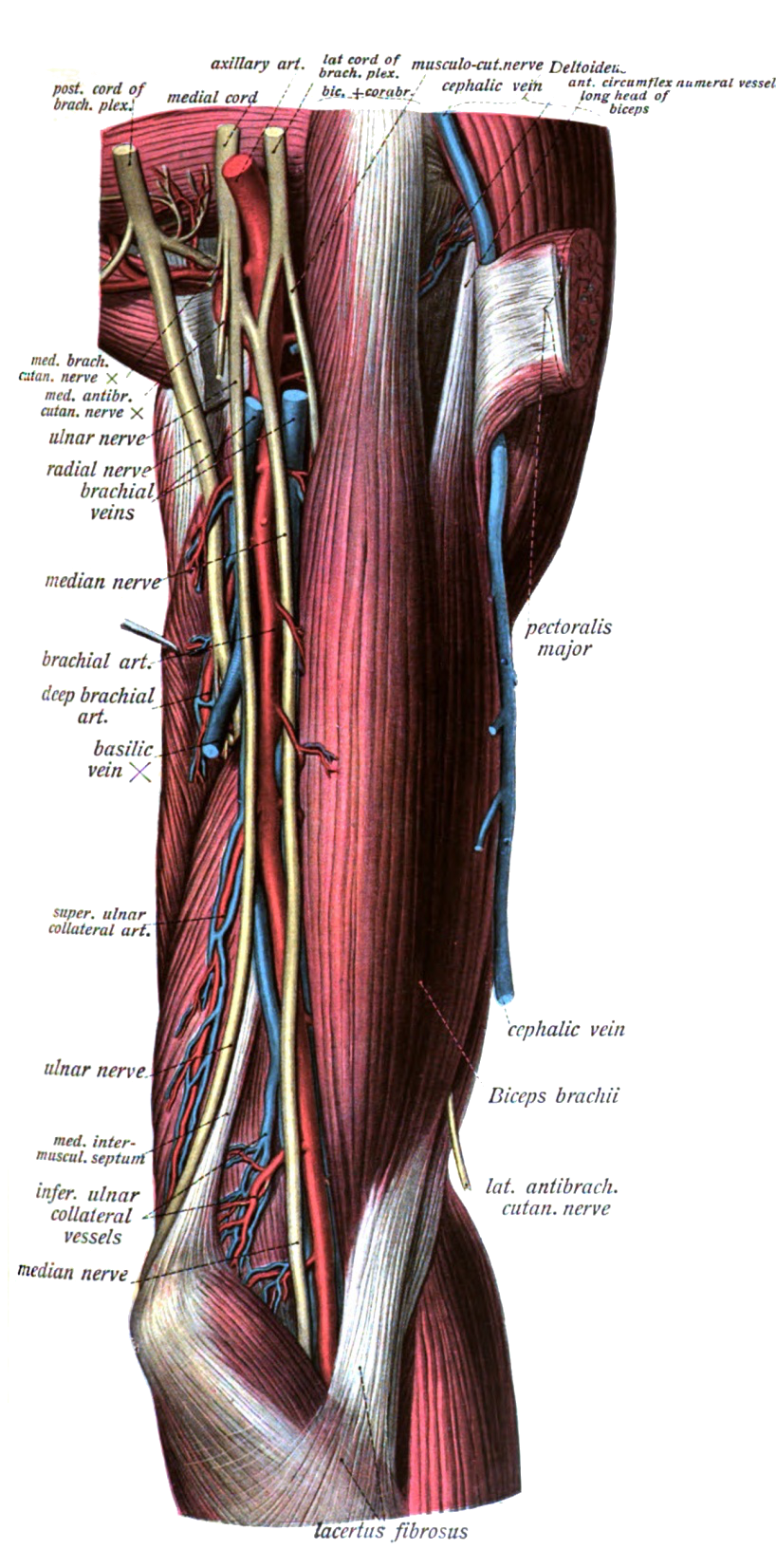
Braço visto anterolateralmente, mostrandos nervos e vasos.
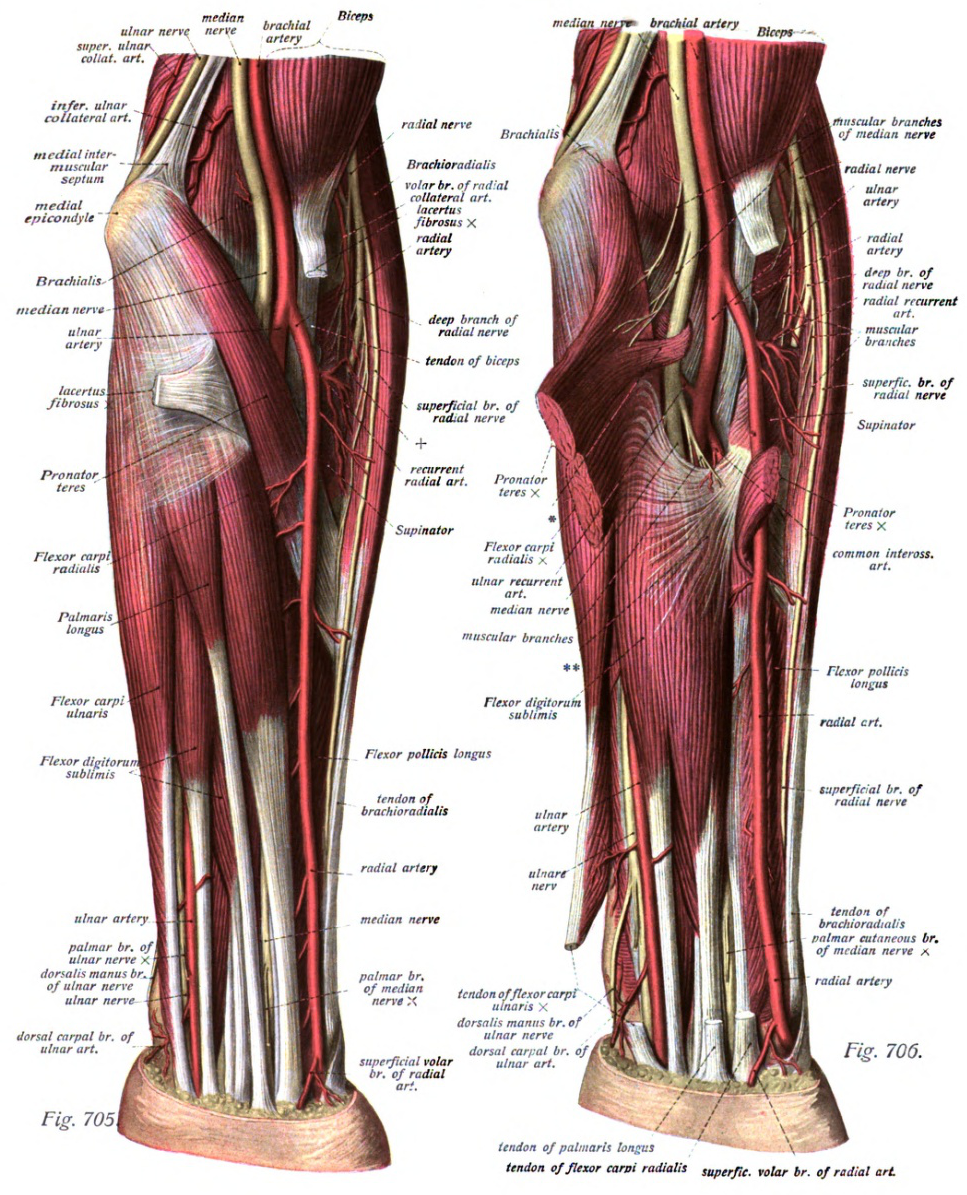
Antebraço visto anteriormente, mostrandos nervos e vasos.
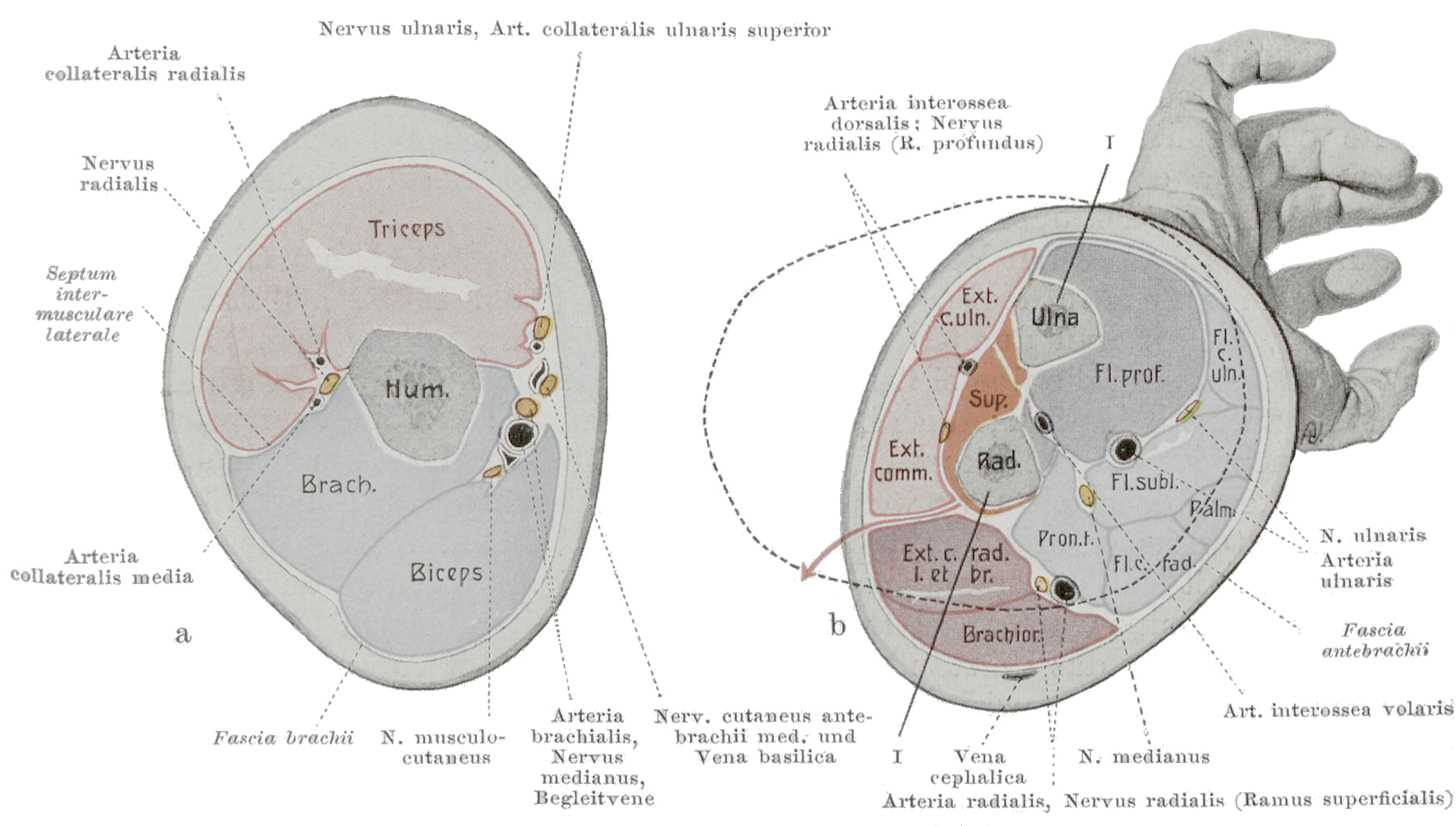
Corte transversal através do meio do braço esquerdo e metade do antebraço direito.
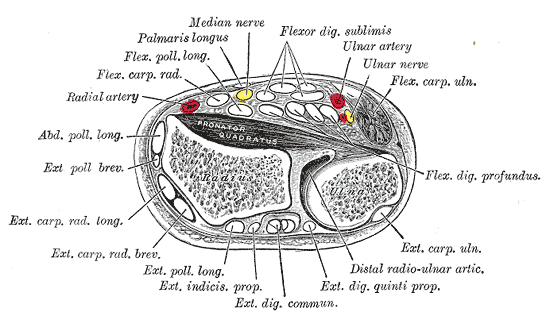
Seção transversal através das extremidades distais do rádio e da ulna.
Seção transversal através do pulso e dos dígitos.
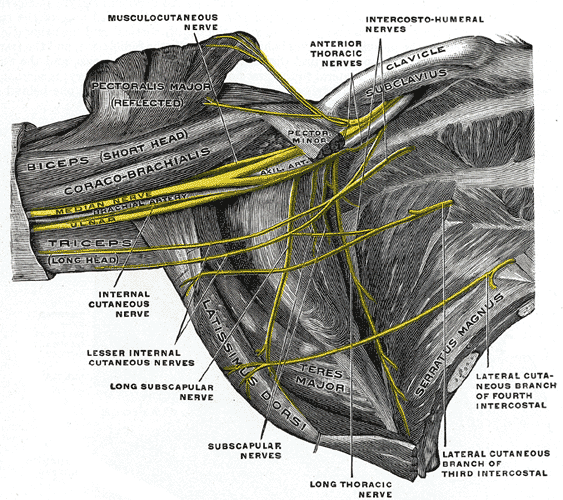
Plexo braquial direito (parte infraclavicular) na fossa axilar, vista por baixo e pela frente.
Diagrama da distribuição dos nervos cutâneos na extremidade superior direita.
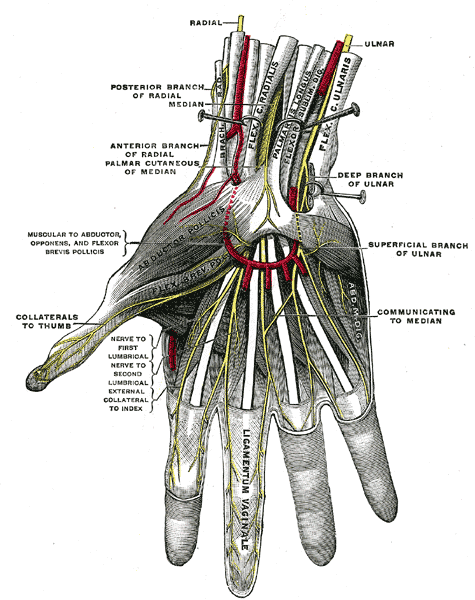
Nervos palmares superficiais.
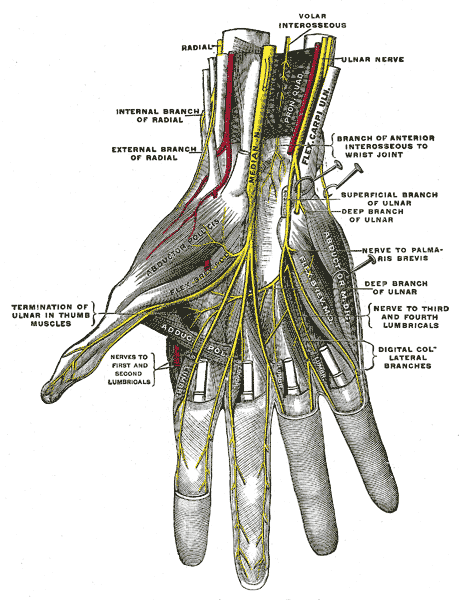
Nervos palmares profundos.
Frente da extremidade superior direita, mostrando ossos, artérias e nervos.
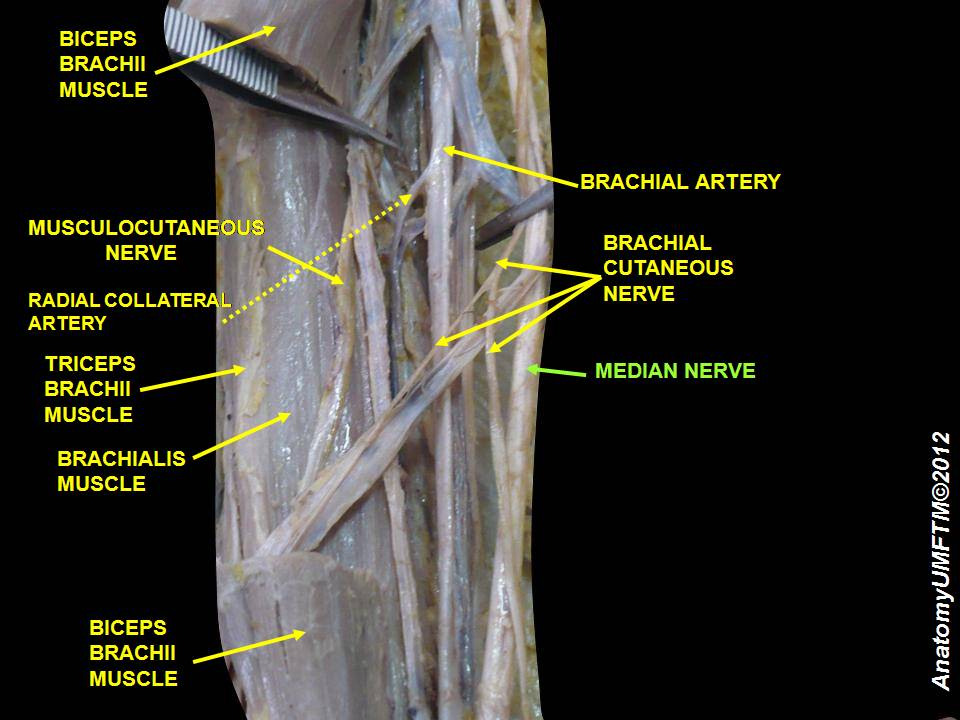
Nervo mediano
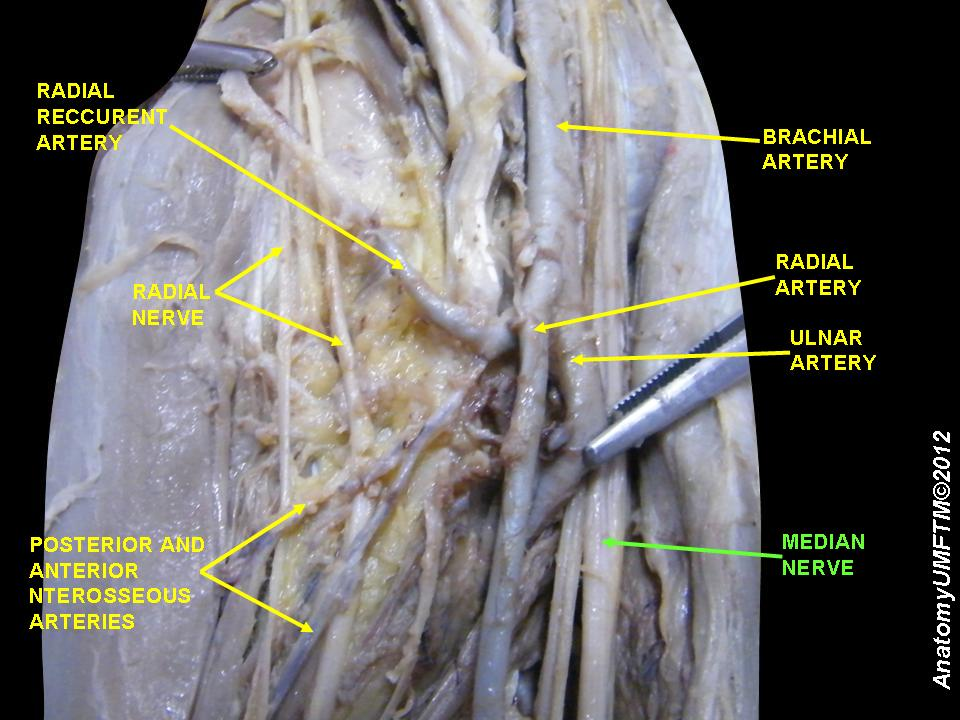
Nervo mediano